# Mistrzostwa Polski w Boksie 1960
31. Mistrzostwa Polski w boksie mężczyzn odbyły się w dniach 16-22 maja 1960 roku w Warszawie.
Finałowe pojedynki mistrzostw 22 maja 1960 obejrzało kilka tysięcy widzów, tego dnia zawody były utrudniane przez ulewny deszcz i burzę, a w wyniku opadów częściowo został zalany ring.

## Medaliści
| Kategoria:                        | Złoto:                                      | Srebro:                                 | Brąz:                                                                          |
| waga musza (do 51 kg)             | Henryk Kukier (Avia Świdnik)                | Andrzej Ostrowski (Gwardia Warszawa)    | Czesław Jarmakowski (Orkan Łódź) Stanisław Żydaczek (Metal Tarnów)             |
| waga kogucia (do 54 kg)           | Jarosław Kulesza (Wybrzeże Gdańsk)          | Zygmunt Zawadzki Zawisza Bydgoszcz)     | Stanisław Dzienis (Polonia Białystok) Kazimierz Rzeźnikiewicz (Legia Warszawa) |
| waga piórkowa (do 57 kg)          | Jerzy Adamski (Astoria Bydgoszcz)           | Andrzej Kamiński (Legia Warszawa)       | Antoni Dąsal (Gwardia Wrocław) Tadeusz Rozpierski Gwardia Łódź)                |
| waga lekka (do 60 kg)             | Kazimierz Paździor (Broń Radom)             | Józef Grudzień (Legia Warszawa)         | Gerard Król (Broń Radom) Jan Walczak (Astoria Bydgoszcz)                       |
| waga lekkopółśrednia (do 63,5 kg) | Józef Piński (Pogoń Szczecin)               | Józef Kiedrowski (Zawisza Bydgoszcz)    | Władysław Kaim (Wisła Kraków) Jerzy Kulej (Gwardia Warszawa)                   |
| waga półśrednia (do 67 kg)        | Leszek Drogosz (Błękitni Kielce)            | Bogdan Misiak (Stal Stalowa Wola)       | Roman Jakubowski (Budowlani Poznań) Ludwik Ochman (Wisła Kraków)               |
| waga lekkośrednia (do 71 kg)      | Hubert Kucznierz (Carbo Gliwice)            | Eliasz Bartosiewicz (Budowlani Olsztyn) | Eugeniusz Cukrowski (Granat Skarżysko) Marian Rybacki (Płomień Koszalin)       |
| waga średnia (do 75 kg)           | Tadeusz Walasek (Gwardia Warszawa)          | Lucjan Słowakiewicz (Hutnik Nowa Huta)  | Edmund Dampc (Legia Warszawa) Wiktor Raginia (Pogoń Szczecin)                  |
| waga półciężka (do 81 kg)         | Zbigniew Pietrzykowski (BBTS Bielsko-Biała) | Zdzisław Józefowicz (Gwardia Łódź)      | Józef Korolewicz (Wybrzeże Gdańsk) Tadeusz Wątroba (Błękitni Kielce)           |
| waga ciężka (powyżej 81 kg)       | Władysław Jędrzejewski (ŁTS Łabędy)         | Józef Górny (Sokół Gorzów)              | Józef Kieszkowski (Zawisza Bydgoszcz) Jan Kwiatkowski (Stal Stalowa Wola)      |